# Clathria sarai
Clathria sarai är en svampdjursart som beskrevs av Hooper 1996. Clathria sarai ingår i släktet Clathria och familjen Microcionidae. Inga underarter finns listade i Catalogue of Life.